# Dane Ortlund
Dane Calvin Ortlund (* 16. November 1978) ist ein US-amerikanischer Autor christlicher Literatur und presbyterianischer Pastor.

## Leben

### Ausbildung
Ortlund absolvierte seine komplette Ausbildung am Wheaton College. Dort erlangte er seinen Bachelor in Bibel und Theologie, zwei Masterabschlüsse und promovierte schließlich im Jahr 2010 ebenfalls. Die Dissertation trägt den Titel Zeal without Knowledge: An Inquiry into Paul’s Use of Zeal-Language in Romans 10, Galatians 1, and Philippians 3.

### Werdegang
Er ist ein profilierter Autor und speziell sein Buch Gentle and Lowly aus dem Jahr 2020 verkaufte sich vielfach. Zudem ist er seit mehr als zehn Jahren beim Verlag Crossway tätig, über den er mitunter publiziert.
Seine aktuelle Position als Senior Pastor (Hauptpastor) der Naperville Presbyterian Church in Naperville, Illinois hat er seit Herbst 2020 ist inne. Dabei handelt es sich um eine Kirche der Presbyterian Church in America (PCA). 
Im Dezember 2022 berichteten unter anderem Christianity Today und The Roys Report darüber, dass ihm von einer ehemaligen Mitarbeiterin vorgeworfen wurde, sie aufgrund ihres Geschlechts ungleich behandelt und – nach ihrer Beschwerde bei anderen Gemeindemitgliedern – aus Vergeltung ihre Entlassung bewirkt zu haben. Ortlund bestritt diese Anschuldigungen.

### Familie
Dane Ortlund lebt mit seiner Frau Stacey in Naperville. Das Paar hat fünf Kinder. Er ist der Sohn von Raymond C. Ortlund Jr. und Bruder der Autoren und Theologen Gavin Ortlund und Eric Nels Ortlund.

## Veröffentlichungen (Auswahl)
- A New Inner Relish. Christian Motivation in the Thought of Jonathan Edwards. Christian Focus Publications Ltd 2008, ISBN 978-1-84550-349-9.
- Zeal without knowledge. The concept of Zeal in Romans 10, Galatians 1, and Philippians 3. Teilw. zugl.: Wheaton, Ill., Wheaton College, Graduate School, Diss., 2010. T & T Clark, London 2012, ISBN 978-0567537591.
- Defiant Grace. The Surprising Message and Mission of Jesus. Evangelical Press 2011, ISBN 978-0852347515.
  - dt.: Die herausfordernde Gnade Jesu. 3L Verlag, Waldems-Esch 2022, ISBN 9783944799537.
- Mark. A 12-Week Study. Crossway, Wheaton 2013, ISBN 978-1433533716.
- Edwards on the Christian Life. Alive to the Beauty of God. Crossway, Wheaton 2014, ISBN 978-1433535055.
- 2 Corinthians. A 12-Week Study. Crossway, Wheaton 2016, ISBN 978-1433547928.
- Gentle and Lowly. The Heart of Christ for Sinners and Sufferers. Crossway, Wheaton 2020, ISBN 978-1433566134.
  - dt.: Gütig und sanft. Wie Sünder und Leidtragende das Herz Christi erfahren. 3L Verlag, Waldems-Esch 2021, ISBN 9783944799308.
  - Gütig und sanft - Studienführer. Wie Sünder und Leidtragende das Herz Christi erfahren. 3L Verlag, Waldems-Esch 2024, ISBN 9783910862241.
- Deeper. Real Change for Real Sinners. Crossway, Wheaton 2021, ISBN 978-1433573996.
  - dt.: Tiefer. Wie Christen echte Veränderung erleben. Verbum Medien, Bad Oeynhausen 2022, ISBN 9783986650155.
- In the Lord I Take Refuge. 150 Daily Devotions Through the Psalms. Crossway, Wheaton 2021, ISBN 978-1433577703.
  - dt.: Du bist mein Fels. In 150 Andachten durch die Psalmen. Verbum Medien, Bad Oeynhausen 2024, ISBN 9783986651152.
- How Does God Change Us?. Crossway, Wheaton 2021, ISBN 978-1433574030.
  - dt.: Wie Gott uns verändert. Verbum Medien, Bad Oeynhausen 2025, ISBN 978-3-9866510-8-4.
- Surprised by Jesus. Subversive Grace in the Four Gospels. Evangelical Press 2022, ISBN 978-1783973163.
- The Heart of Jesus. How He Really Feels about You. Crossway, Wheaton 2024, ISBN 978-1433593734.
  - dt.: Das gütige und sanfte Herz Jesu. Wie er wirklich über Sie denkt. 3L Verlag, Waldems-Esch 2025, ISBN 9783910862319.